# Gunnuhver
Gunnuhver (Sorgente di Gunna) è un vulcano situato a ovest del villaggio di pescatori di Grindavík, nella regione di Suðurnes, nella parte occidentale dell'Islanda.

## Descrizione
Oltre che un vulcano, Gunnuhver è anche il punto centrale della zona ad alta temperatura del sistema vulcanico di Reykjanes, situato nella omonima  penisola di Reykjanes.

## Denominazione
Il nome dell'area ad alta temperatura Gunnuhver è legato alla leggenda del fantasma di una strega chiamata Gunna (nome completo: Guðrún Önundardóttir). Il fantasma infestava la zona con varie azioni, tra cui anche far sparire il bestiame di qualche agricoltore. Alla fine, il parroco Eiríkur Magnússon, riuscì a catturare lo spirito e rinchiuderlo nella sorgente termale, che da allora viene chiamata con il nome della strega Gunna.

## Il sistema vulcanico di Reykjanes

### L'area ad alta temperatura Gunnuhver
Le temperature al di sotto delle sorgenti superano i 300 °C, il che lo rende uno dei luoghi più caldi dell'Islanda sud-occidentale.
Nella zona ad alta temperatura sono presenti sorgenti di fango e fumarole. Da notare che l'acqua calda che sgorga dalle sorgenti è l'acqua piovana che si infiltra nel sottosuolo, in un'area altrimenti arida. L'acqua di mare è presente in anfratti e grotte al di sotto della zona ad alta temperatura.
L'attività vulcanica è presente anche in altri sistemi vulcanici sul fondo dell'oceano, come nella dorsale medio atlantica che risale verso l'Islanda dove è chiamata Reykjanes Ridge. L'ultima eruzione rilevabile nel sistema vulcanico di Reykjanes ha avuto luogo nel 1926 con eruzioni sottomarine sulla dorsale di Reykjanes a sud-est di Eldey.

### Sviluppi recenti nella regione ad alta temperatura
Il vulcano ha aumentato la sua attività dal 2006. Una delle strade di accesso ha dovuto essere chiusa nel 2008 a causa di una nuova sorgente di argilla comparsa a metà del percorso. Gunnuhver a volte presenta piccole eruzioni di scorie e lancia in aria blocchi di argilla calda che arrivano fino a 2-4 m di altezza. Simili fenomeni erano stati osservati anche nel 1905 e nel 1967.